# Amazing (Aerosmith-Lied)
Amazing ist eine Powerballade der US-amerikanischen Rockband Aerosmith. Der Song wurde zusammen von Tyler und dessen Freund Richie Supa geschrieben. Sie erschien als vierte Single des Albums Get a Grip, auf dem es der vorletzte Song und letzte gesungene Titel ist. 

## Inhalt
Steven Tyler besingt im Song seine besiegte Drogensucht. So ist es, nach überstandenen schweren Zeiten, nun „Wunderbar, und man sieht endlich das Licht“. 
Don Henley leiht dem Song Hintergrundgesang zusammen mit Leadsänger Steven Tyler in der Bridge kurz vor der dritten Strophe.

## Musikvideo
Das Musikvideo unter der Regie von Marty Callner ist Alicia Silverstones zweiter Auftritt für Aerosmith. Ein junger Computerfreak (Jason London) beamt sich mit einem Virtual-Reality-Headset zu seiner Traumfreundin, küsst sie leidenschaftlich, fährt mit ihr Motorrad und wird beim gemeinsamen Trampen von einem Doppeldecker mitgenommen. Schließlich setzen sie in der Luft zu einem Fallschirmsprung an. Zur Erinnerung lässt sich der Junge ein Porträt seiner Traumfrau ausdrucken. Erst zum Schluss sieht man, dass das Mädchen genauso vor einem Computer sitzt und die Szenerie steuert.

## Erfolg
Der Song hatte als vierte Single des Albums noch einen moderaten Erfolg in den USA (Platz 24), Großbritannien (Platz 57), Deutschland (Platz 28) und der Schweiz (Platz 16).